# Bí tích Xức Dầu Bệnh Nhân

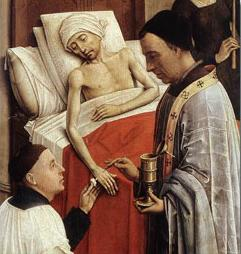
"Xức dầu sau hết", trích từ bức tranh trang trí Bảy Bí Tích (1445–1450) của Rogier van der Weyden.

Bí tích Xức Dầu Bệnh Nhân (còn gọi là Bí tích Xức Dầu Sau Cùng) là một trong bảy bí tích được dùng trong đạo Công giáo và được ban cho một tín hữu Công giáo "đã biết sử dụng trí khôn, khi họ bắt đầu ở trong tình trạng hiểm nghèo vì bệnh tật hay vì tuổi già", ngoại trừ trường hợp những người "cố chấp sống trong tội trọng công khai". Không bắt buộc phải thực hiện Bí tich Xức Dầu Bệnh khi thấy một người có nguy cơ tử vong (trong trường hợp này chỉ ban của ăn đàng), mà chỉ bắt buộc khi thấy một người có tình trạng bệnh lý nặng, bị thương nặng hoặc đơn giản là tuổi già: "'Bí tích Xức dầu sau cùng' hay đúng hơn phải gọi là 'bí tích Xức Dầu Bệnh Nhân' không phải là bí tích dành riêng cho những người hấp hối. Dĩ nhiên, thời gian thuận tiện để lãnh nhận bí tích này chắc chắn là lúc tín hữu bắt đầu nguy tử vì bệnh tật hay già yếu".
Quan điểm của Hội thánh là thế, tuy nhiên trong thực tế Bí tích Xức Dầu Bệnh Nhân bị trì hoãn thực hiện cho đến khi một tín hữu sắp chết, mặc dù vậy phụng vụ không bao giờ bỏ qua việc cầu xin Chúa cho bệnh nhân được hồi phục sức khỏe, nếu điều này phù hợp với ơn cứu độ của người đó. Qua các thế kỷ, bí tích Xức Dầu Bệnh Nhân càng ngày càng ít được sử dụng, chỉ được ban cho những người sắp chết; vì vậy bí tích này có tên gọi là việc "Xức dầu cuối cùng".

## Giới thiệu

### Các ơn từ bí tích
Quan điểm của Giáo hội Công giáo về hiệu quả của bí tích Xức Dầu Bệnh Nhân là như sau: Như bí tích Hôn Phối được ban ơn cho con người được bước vào trạng thái hôn nhân, bí tích Xức Dầu Bệnh Nhân ban ơn cho những người đang bị ốm đau. Thông qua bí tích ấy Đức Chúa Thánh Thần ban xuống cho con người một món quà để làm mới lòng tin và sự xác tín của con người vào Thiên Chúa và thêm sức cho họ khỏi chước cám dỗ của sự ngã lòng, của tuyệt vọng, của sự đau khổ khi nghĩ về cái chết và đấu tranh chống lại cái chết; món quà ấy giữ cho tín hữu ấy khỏi mất hy vọng Kitô giáo về công lý, sự thật và công cuộc cứu độ của Thiên Chúa. Bởi vì một trong những hiệu quả của bí tích Xức Dầu Bệnh Nhân là tha tội cho những hối nhân chưa được tha tội qua bí tích Hòa Giải nên chỉ có các tư tế (linh mục đã thụ phong và giám mục) mới có quyền ban phép bí tích này.
"Ân sủng đặc biệt của bí tích Xức Dầu Bệnh Nhân có những hiệu quả như sau:
- giúp bệnh nhân được kết hợp với cuộc khổ nạn của Đức Ki-tô, để mưu ích cho bản thân và cho toàn thể Hội Thánh;
- mang lại cho bệnh nhân sự an ủi, bình an và lòng can đảm, để chịu đựng theo tinh thần Kitô giáo những đau khổ do bệnh tật hay tuổi già;
- ban ơn tha tội, nếu bệnh nhân không thể xưng tội được;
- đem lại sự hồi phục sức khoẻ, nếu điều đó hữu ích cho ơn cứu độ thiêng liêng;
- chuẩn bị để bước vào đời sống vĩnh cửu."[7]

Điều 1499 đến 1532 của sách Giáo lý Hội Thánh Công giáo trình bày giáo huấn của Giáo hội Công giáo về Bí tích Xức Dầu Bệnh Nhân.

### Trích dẫn từ Kinh Thánh
Đoạn văn quan trọng nhất trong Kinh Thánh liên quan đến việc xức dầu bệnh nhân là Giacôbê 5:14–15: "Ai trong anh em phải yếu liệt, hãy mời các vì niên trưởng của Hội thánh; họ hãy cầu nguyện trên người ấy, sau khi xức dầu cho nhân Danh Chúa. Và lời khẩn cầu do tự lòng tin sẽ cứu người liệt, và Chúa sẽ cho hồi phục, và nếu người ấy đã phạm tội, thì cũng sẽ được tha." Mátthêu 10:8, Luca 10:8–9 và Máccô 6:13 cũng được trích dẫn khi bàn về vấn đề này.

### Tên gọi của bí tích
Trong quá khứ, tên gọi của bí tích này theo các văn kiện chính thức của Giáo hội Công giáo là bí tích Xức Dầu Sau Cùng (tiếng Latinh: Unctio Extrema) vì bí tích này chỉ được thực hiện trên những người gần chết. Peter Lombard (mất năm 1160) là nhà văn đầu tiên dùng thuật ngữ này, mặc dù phải đến cuối thế kỷ 12 thì cái tên này mới trở nên thông dụng ở phương Tây; dù vậy cái tên này chưa bao giờ được tiếp nhận ở phương Đông. Từ "sau cùng" được dùng để chỉ rằng bí tích này hoặc là bí tích xức dầu sau cùng về thứ tự (sau các phép xức dầu Rửa Tội, Thêm Sức và Truyền Chức Thánh), hoặc là bí tích thường được thực hiện cho một bệnh nhân khi họ đang trong trạng thái gần chết (tiếng Latinh: in extremis) vào thời đó. Đến đầu thập niên 1970, tên gọi chính thức của bí tích này được đổi thành bí tích Xức Dầu Bệnh Nhân để phản ánh giáo huấn của Hội Thánh rằng bí tích này được ban cho những ai "bệnh tật nguy kịch".
Trong Kitô giáo phương Tây, bí tích này còn có nhiều tên gọi khác qua nhiều thời kỳ, bao gồm: bí tích Xức Dầu Thánh cho bệnh nhân; bí tích Xức Dầu Thánh; sự xức dầu của Thiên Chúa; và thánh vụ Xức Dầu. Trong Kitô giáo phương Đông, bí tích này được gọi là eukhelaion (tiếng Hy Lạp: εὐχέλαιον; dầu đã làm phép); các tên khác bao gồm: elaion hagion (ἒλαιον ἂγιον, dầu thánh), hegismenon elaion, elaiou khrisis (ἒλαιον χρῆσις, xức dầu), và khrisma (χρῖσμα, xức [dầu]).